# Haloterapia
Haloterapia ou Terapia de Sal é um tipo de tratamento de terapia alternativa que consiste na utilização terapêutica de minas e grutas de sal  ou outras formas de exposição a um ambiente atmosférico salino. A prática não tem suporte científico ou qualquer evidência que sustente alguma eficácia.

## Minas e Grutas de Sal
Os depósitos minerais naturais de halita são consequência da evaporação de antigos lagos e mares. O sal de minerais  não refinado, principalmente de cloreto de sódio, também inclui concentrações variáveis de sais minerais como cálcio e magnésio, manganês e sulfatos, que têm propriedades terapêuticas adicionais, dependendo da fonte.
As características especiais do micro-clima de uma mina de sal incluem a temperatura do ar estável, humidade e falta de poluentes no ar, como pólen, e são únicas em cada mina.
Existem registos de melhorias na respiração em mineiros em tempos Romanos e medievais. O Dr Feliks Boczkowski — um médico na mina de sal Wieliczka na Polónia — escreveu em 1843 que os mineiros dessa mina não sofriam de doenças pulmonares e o seu sucessor instalou um spa baseado nessas observações.  A aplicação moderna desta terapia teve início na Alemanha quando o Dr. Karl Hermann Spannagel notou melhoras na saúde dos seus pacientes depois que eles se esconderam na mina Kluterthöhle karst para escapar ao bombardeamento.  Na actualidade é praticada em lugares como Low Tatras|Bystrianska na Eslováquia, Wieliczka na Polónia e Solotvyno na Ucrânia.
Em Portugal, as minas de sal gema de Loulé já são há muito visitadas por portugueses e estrangeiros por razões terapêuticas e existe no momento um projecto para a implementação de um sanatório para asmáticos.

## Halogeradores
Os Halogeradores são usados para simular a atmosfera salina das minas de sal-gema. Estas máquinas, altamente desenvolvidas, esmagam o sal em partículas microscópicas, ionizam as partículas e libertam-nas na atmosfera. As partículas com tamanhos entre 0.1-2.5 micrómetros são capazes de escapar às defesas naturais das vias respiratórias superiores a chegarem até aos pulmões, ao nível dos alvéolos. São tipicamente usados numa pequena sala com chão e paredes forradas com sal.